# بورتون بايك
بورتون بايك (بالإنجليزية: Burton Pike)‏ هو مدرس ومترجم أمريكي، ولد في 12 يونيو 1930 في بوسطن في الولايات المتحدة.

## وصلات خارجية
- بورتون بايك على موقع IMDb (الإنجليزية)